# Partido del Reich por los Derechos Civiles y la Deflación
El Partido del Reich por los Derechos Civiles y la Deflación (en alemán: Reichspartei für Volksrecht und Aufwertung), también conocido como Partido de la Justicia Popular (Volksrechtpartei, VRP), fue un partido político activo en la República de Weimar.

## Historia
La crisis inflacionaria de 1923 provocó numerosos llamados a la revaluación y, aunque se introdujeron medidas con este fin en 1925, no satisficieron a muchos defensores de la política, por lo que en 1926 el Sparerbund für das Deutsche Reich decidió formar su propio partido político. El partido se erigió en defensor de los ahorradores y abogó por la creación de una clase media lo más amplia posible. A diferencia del Partido del Reich de la Clase Media Alemana (WP), otro partido de la clase media, buscaba representar a los más afectados por la hiperinflación de principios de la década de 1920, y el WP representaba a los propietarios a los que les había ido bien desde el principio de la crisis. Se unió al partido un movimiento juvenil, el Posadowsky Jugendbund, que tomó su nombre del presidente honorario del partido, Arthur von Posadowsky-Wehner, exvicecanciller de Alemania.
El partido ganó dos escaños en las elecciones de 1928 aunque tenía tres miembros independientes en IV. Reichstag; Georg Best (anteriormente del Partido Nacional del Pueblo Alemán y luego miembro del Movimiento Nacionalsocialista de la Libertad), Paul Seiffert (inicialmente del NSFP) y Emil Roß (inicialmente del Zentrum). El partido perdió su representación parlamentaria en las elecciones de 1930 tras perder parte del electorado que se había pasado al Partido Nazi. Bajo el liderazgo de Adolf Bauser, el VRP entró en coalición con el Servicio Social Cristiano Popular y consiguió de nuevo representación en el Reichstag después de las elecciones de julio de 1932, ganando un escaño, aunque lo perdió en las elecciones de noviembre de 1932. Tras el establecimiento del régimen nazi en 1933, el VRP desapareció junto con todo el resto de partidos.